# Syntaxis (revista)
Syntaxis fue una revista de literatura, arte y crítica fundada y dirigida por el poeta Andrés Sánchez Robayna, con el que colaboraron algunos escritores, artistas e intelectuales canarios como Miguel Martinón (secretario de redacción), Fernando Castro Borrego, José Herrera, Nilo Palenzuela y Luis Palmero, entre otros. Su comité asesor estaba formado por Haroldo de Campos, Eduardo Milán, Julián Ríos y Jacques Roubaud.
El primer número de Syntaxis se publicó en la isla de Tenerife, donde empezó a aparecer en 1983. En adelante Syntaxis dedicaría sus esfuerzos a organizar una mirada crítica y ordenadora sobre el diálogo de las artes según los principios estéticos más rigurosos de la modernidad, alineándose de ese modo en la gran tradición de las revistas culturales europeas y americanas del siglo XX. Syntaxis se orientó hacia la definición y promoción de visiones creativas profundas sobre la literatura y el arte contemporáneos, así como hacia la divulgación del trabajo que algunos escritores y artistas realizaban en y desde el archipiélago canario.
A lo largo de sus 31 números, publicados durante diez años (1983-1993), por la revista desfilaron conocidos artífices de las artes plásticas contemporáneas (desde Pierre Alechinsky hasta Antoni Tàpies, pasando por Antonio Saura, Eduardo Chillida, A. R. Penck o Siegfried Anzinger), artistas más jóvenes como José Manuel Broto o Luis Palmero, entre otros, e intelectuales muy relevantes como Octavio Paz, José Ángel Valente, Jacques Derrida, Severo Sarduy, Edmond Jabès, Yves Bonnefoy, Juan Goytisolo o Haroldo de Campos, quienes junto a los redactores, asesores y colaboradores de la revista definieron sus objetivos principales: la reflexión sobre el orden de lo diverso y la modernidad inconclusa de Jürgen Habermas, el enfrentamiento abierto contra las formas representadas por la postmodernidad española de la época, el interés por la traducción literaria y su fenomenología, la indagación en el significado de la insularidad canaria o la preocupación por los valores de la universalidad cultural.
El último número de Syntaxis fue publicado en el invierno de 1993. En él, su director redactó a modo de despedida las siguientes palabras: 

Si algo ha podido destacarse en claro relieve a lo largo de diez años, ello ha sido el silencio con que nuestra cultura recibe todo ensayo de voluntad crítica, tal vez el más trágico elemento definidor del contexto español contemporáneo: la ausencia, en efecto, de un pensamiento crítico, de un pensamiento capaz de prestar alguna escucha no ya sólo a la excentricidad intelectual y creadora, sino también a todo espíritu que no coincida con la chatura de unos valores que han mostrado ―las excepciones no han invalidado la regla― estar por debajo de la contemporaneidad.

En 1990, Syntaxis fue objeto de un coloquio internacional en Royaumont (Francia). En el año 2013, con motivo del 30 aniversario de la publicación de su primer número, tuvo lugar en Tenerife una exposición plástica y documental sobre la revista, organizada por TEA (Tenerife Espacio de las Artes) y comisariada por el escritor Alejandro Krawietz.
- Datos: Q16637163